# Errezil
Errezil – gmina w Hiszpanii, w prowincji Guipúzcoa, w Kraju Basków, o powierzchni 32,46 km². W 2011 roku gmina liczyła 617 mieszkańców.